# Gulbrun hartryffel
Gulbrun hartryffel (Rhizopogon luteolus) är en svampart som beskrevs av Fr. & Nordholm 1817. Gulbrun hartryffel ingår i släktet Rhizopogon och familjen hartryfflar.  Arten är reproducerande i Sverige. Inga underarter finns listade i Catalogue of Life.